# 洛克菲勒高原
洛克菲勒高原（英語：Rockefeller Plateau），是南極洲的高原，位於瑪麗伯德地，處於白瀨海岸和賽普爾海岸以東，海拔高度1,000至1,500米，現時由南極條約體系管理。